# Domenico Sorrentino
Domenico Sorrentino (Boscoreale, 16 de maio de 1948) é um prelado italiano, arcebispo de Assis-Nocera Umbra-Gualdo Tadino e Foligno.

## Vida
Domenico Sorrentino completou seus estudos secundários no Seminário Arcebispal de Nola, em Filosofia e Teologia, como aluno do Almo Collegio Capranica, na Pontifícia Universidade Gregoriana, obtendo o doutorado em Teologia. Formou-se em Ciências Políticas pela Universidade de Roma. Ordenado sacerdote da Diocese de Nola em 24 de junho de 1972.
Ocupou diversos cargos: foi colaborador na paróquia de Maria SS. della Stella em Nola, pároco de S. Giorgio Martire em Liveri e Assistente do Movimento Operário da Ação Católica; lecionou religião no Liceu Episcopal. Foi então diretor do Departamento Catequético e da Escola Teológica Diocesana; Vigário Episcopal para a Evangelização e Cultura; Cônego Teólogo e membro do Conselho Presbiteral e do Colégio de Consultores; diretor da Biblioteca Diocesana "San Paolino"; Professor de Teologia Dogmática na Escola Teológica Diocesana e, posteriormente, no Instituto Superior de Ciências Religiosas; Diretor do Instituto Superior de Ciências Religiosas "DUNS SCOTO" em Nola. Desde 1989, era Professor de Teologia Dogmática e Espiritual na Pontifícia Faculdade Teológica do Sul da Itália e, desde 1992, atuou na Primeira Seção da Secretaria de Estado.

### Episcopado
Em 17 de fevereiro de 2001, o Papa João Paulo II o nomeou Prelado de Pompeia e Delegado Pontifício do Santuário de Nossa Senhora do Rosário, com o título pessoal de Arcebispo. O Papa o consagrou pessoalmente em 19 de março do mesmo ano, na Basílica de São Pedro; os principais co-consagrantes foram os cardeais Angelo Sodano, Secretário de Estado, e Giovanni Battista Re, Suplente da Secretaria de Estado.
Em 2 de agosto de 2003, foi nomeado secretário da Congregação para o Culto Divino e a Disciplina dos Sacramentos por João Paulo II e, assim, trazido de volta à Cúria. O Papa Bento XVI nomeou-o Bispo de Assis-Nocera Umbra-Gualdo Tadino em 19 de novembro de 2005, mantendo o título pessoal de arcebispo. Foi instalado em 11 de fevereiro do ano seguinte.
Em 28 de outubro de 2016, o Papa Francisco o nomeou membro da Congregação para o Culto Divino e a Disciplina dos Sacramentos. Sorrentino é membro da Pontifícia Academia de Teologia. Na Conferência Episcopal da Úmbria, é Vice-Presidente e Delegado para os Leigos, Educação e Escola. Publicou inúmeros volumes e artigos em diversas revistas.
Em 26 de junho de 2021, o Papa Francisco também o nomeou Bispo de Foligno com a unificação simultânea das dioceses de Foligno e Assis-Nocera Umbra-Gualdo Tadino in persona episcopi. A posse na diocese de Foligno ocorreu em 28 de agosto do mesmo ano.
Monsenhor Sorrentino foi nomeado assistente eclesiástico da Conexão Nacional dos Santuários, em 11 de fevereiro de 2023.
Ao completar 75 anos, apresentou ao Papa sua renúncia ao governo pastoral das dioceses de Assis-Nocera Umbra-Gualdo Tadino e Foligno, mas em 15 de junho de 2023 o núncio apostólico na Itália, Emil Paul Tscherrig, comunicou-lhe a intenção do Papa de confirmá-lo donec aliter provideatur em suas funções; após dois anos será avaliada a possibilidade de nomear um bispo coadjutor para auxiliá-lo no período restante de liderança das dioceses.
Com uma carta datada de 5 de dezembro de 2023, tornada pública em janeiro de 2024, o Papa Francisco confirmou-o como responsável da Economia de Francisco, da qual foi, desde a sua fundação, presidente do comité organizador, nomeando-o como «autoridade competente».